# Голубые Гавайи (напиток)
Голубые Гавайи (англ. Blue Hawaii) — тропический коктейль, приготовляемый из рома, водки, ананасового сока, ликёра Кюрасао и кисло-сладких приправ.

## История
Коктейль «Голубые Гавайи» был придуман в 1957 году Гарри Йи, барменом отеля «Хилтон Гавай Виладж», расположенного в городе Гонолулу, столице американского штата Гавайи. Однажды посетитель заказал ему сделать коктейль голубоватого цвета. Впоследствии клиент оказался торговым представителем начинающей тогда компании «Bols». Таким образом он хотел раскрутить ликёр «Кюрасао», одну из составляющих частей напитка, который имеет синий цвет.
Считается, что создатель коктейля назвал его в честь известной песни Лео Робина «Голубые Гавайи», ставшей главным саундтреком вышедшего в 1961 году одноимённого фильма с Элвисом Пресли в главной роли.

## Приготовление и подача
Как и в большинстве тропических напитков, существует несколько вариантов используемых ингредиентов, способов приготовления и подачи «Голубых Гавайев».
Основным ингредиентом напитка является светлый ром, но зачастую он частично или полностью заменяется водкой. Также ароматизированные ром или водка (например, ромосодержащий ликёр «Малибу») могут восполнить вкус кокосового или ананасового сока. Фактически единственным обязательным компонентом коктейля является голубой ликёр Кюрасао.
Коктейль «Голубые Гавайи» подаётся охлаждённым и, как правило, с кубиками льда. Для подачи могут использоваться коктейльные бокалы, тики-бокалы, а также очищенные от мякоти половинки кокоса или ананаса.